# Homolophus luteum
Homolophus luteum is een hooiwagen uit de familie echte hooiwagens (Phalangiidae).